# Chaetomitrium leptopoma
Chaetomitrium leptopoma là một loài Rêu trong họ Hookeriaceae. Loài này được (Schwägr.) Bosch & Sande Lac. mô tả khoa học đầu tiên năm 1862.